# بوره

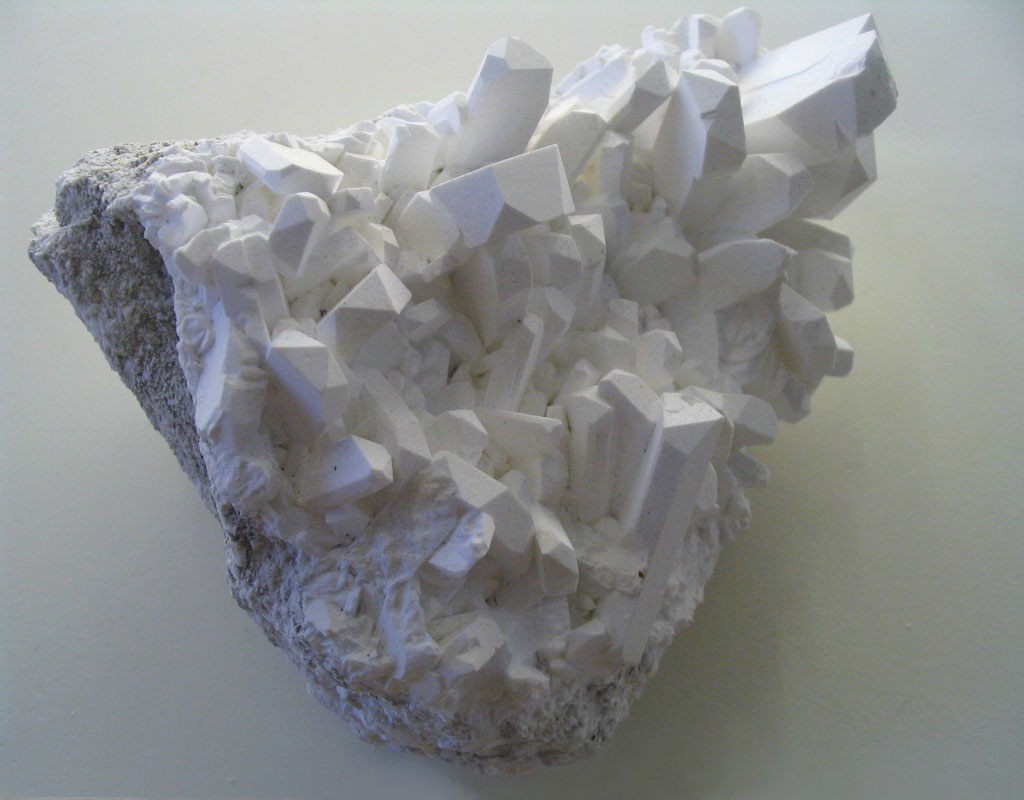
بوره.

بوره یا بوراکس یکی از مواد معدنی و از نمک‌های اسید بوریک است.
بوره معمولاً به شکل پودر سفیدی متشکل از بلورهای نرم بی‌رنگ است که به آسانی در آب حل می‌شوند.
بوره کاربردهای زیادی دارد و از اجزاء استفاده شده در شوینده‌ها، مواد آرایشی و لعاب شیشه‌ها است. در زیست‌شیمی از آن به عنوان محلول‌های حائل، ماده ضد آتش، حشره‌کش و قارچ‌کش در فایبرگلاس بهره‌گیری می‌شود.
نام این کانی در زبان‌های اروپایی بوراکس است که وام‌واژه‌ای است از فارسی در آن زبان‌ها. شکل پارسی میانه این واژه بورَک است.
بوره که نمک ایرانی (هم اکنون افغانی ها بوره را به عنوان شکر می نامند) نیز نامیده می‌شد در ایران و خاورمیانه قدیم بیشتر توسط زرگران به‌کار می‌رفت. بوره را نمک تلخ مزه‌ای توصیف می‌کردند که از آب دریاچه‌های آسیا و چین و تبت و هندوستان گرفته می‌شد. بوره ارمنی، بوره سفید و بوره سلمانی از انواع آن بود.
در مجموعه نسخه‌های دانشمند مسلمان ابویوسف کِنْدی، بوره یکی از اجزای گردهای مختلف دندان‌شویی است. در آن زمان برای درمان یکی از بیماری‌های چشم آن را بر چشم می ریختند.
پیشینیان می‌پنداشتند که اگر قدری از بوره را با صدف بسایند و در بینی زن بدمند، اگر آن زن عطسه کند، دوشیزه است و اگر نکند دوشیزه نیست.
از بوراکس برای تولید اسلایم نیز استفاده میشود

## تنکار
بوره مصنوعی نخستین بار توسط ایرانیان ساخته شد و تِنکار نام داشت. این واژه هنوز در زبان‌های اروپایی به صورت tincal استفاده می‌شود.
تنکار دارویی بود که طلا و نقره و مس و برنج و امثال آن را بدان پیوند می‌دادند.
برای ساخت تنکار یک جزو نمک و یک جزو قلیا و سه جزو بوره در دیگ می‌ریختند و شیر گاومیش، آن مقدار که اجزاء را بپوشاند، در دیگ می‌افزودند و می‌جوشاندند تا سخت شود.